# Chris Hughes (entrepreneur)
Pour les articles homonymes, voir Chris Hughes.
Christopher "Chris" Hughes, né le 26 novembre 1983 à Hickory dans l'État de Caroline du Nord, est un entrepreneur américain connu pour avoir travaillé au lancement du réseau social Facebook en tant que porte-parole.

## Biographie

### Études
Chris Hughes est diplômé de la Phillips Academy d'Andover et de l'université Harvard. Lors de sa remise de diplôme à Andover (2002), il publie un billet dans le journal du campus dans lequel il écrit que l'école lui a enseigné l'« ascèse pour le progrès ». À Harvard, il étudie l'Histoire et la littérature avec un major en théorie politique et sociale française.
Entre 2005 et 2006, il siège au Conseil national d'administration du Roosevelt Institute.

### Facebook
À Harvard, dès 2004, il travaille au développement de Facebook en tant que porte-parole aux côtés de Mark Zuckerberg, Eduardo Saverin, Andrew McCollum et Dustin Moskovitz.
Son compte Facebook fut le 5e historiquement créé, les 3 premiers étant des comptes tests, et le quatrième le compte de Mark Zuckerberg. Il se voit rétribuer 1% des actions de l'entreprise pour sa participation au lancement du réseau social. Selon Moskovitz, Mark Zuckerberg surnommait Chris Hughes Prada en référence à ses choix vestimentaires distingués.
Il est crédité pour avoir été à l'origine de l'idée du bouton Poke. De son propre aveu, sa réussite professionnelle est basée sur ce coup de chance qui fut d'être le colocataire de Mark Zuckerberg à Harvard. Il refuse cependant de suivre l'équipe à Palo Alto en Californie, préférant finir son cursus universitaire à Harvard.
Chris Hughes quitte Facebook en 2007, et vend ses actions en 2012, qui valent alors 600 millions de dollars. Dans le film The Social Network, Chris Hughes est joué par l'acteur Patrick Mapel, mais n'apparaît que très peu.

### Campagne de Barack Obama
Il est ensuite coordinateur pour le site BarackObama.com lors de la campagne présidentielle de 2008 de Barack Obama. Avec Reggie Love, il crée le premier profil Facebook du futur président américain. Son image fut stratégiquement exploitée dans les médias pour attirer les électeurs de la population techie, avec des articles tels que celui titré BO, U R So Gr8 du Wall Street Journal et publié en 2007.

### Jumo.com
En 2010, Chris Hughes lance Jumo.com, une plate-forme communautaire qui sert d'intermédiaire entre les volontaires et les associations humanitaires.

### The New Republic
En 2010, Chris Hughes rachète le journal The New Republic. Il tente une transformation digitale de la maison d'édition, et annonce en 2012 réduire les parutions annuelles de moitié (de 20 à 10 parutions) et déplacer la maison-mère du journal de Washington à New York. Plusieurs éditeurs et journalistes démissionnent. Il désactive également la version payante du site pour augmenter le trafic.

### Prises de position contre Facebook
En mai 2019, Chris Hughes dénonce dans The New York Times le pouvoir exorbitant de Facebook et de son dirigeant Mark Zuckerberg. Il dit ressentir un sentiment de colère et une certaine responsabilité face aux dérives de l'entreprise qu'il a contribué à fonder. Il demande au gouvernement américain de démanteler ce monopole devenu incontrôlable en le séparant en trois sociétés distinctes Instagram, WhatsApp et Facebook.

## Autres fonctions
- Coprésident et conseiller principal du Roosevelt Institute.

## Publications
- (en) Chris Hughes, Fair Shot : Rethinking Inequality and How We Earn, St. Martin's Press, 20 juillet 2018, 224 p. (ISBN 978-1-250-19659-0)

## Vie privée
Chris Hughes s'est fiancé avec Sean Eldridge, directeur politique de l’association Freedom to Marry (traduisible en français par « Liberté de se marier », organisation en faveur de l'ouverture du mariage aux homosexuels),. Ils se sont mariés le 30 juin 2012 à Garrison, dans l'État de New York en présence de Chuck Schumer et Nancy Pelosi, au Cipriani Wall Street.
En août 2019, le couple met en vente son appartement de 550 m² situé dans le Greenwich Village à New York pour 26 millions de dollars. Ils avaient acquis l'appartement en 2015 pour 22,3 millions de dollars,. Le couple aurait en fait acheté deux maisons dans deux districts différents de la ville pour permettre à Sean Eldridge de se présenter au Congrès américain dans le district le plus favorable à sa candidature au moment des élections.

### Pages liées
- Facebook
- The New Republic